# Cantone di Lezay
Il Cantone di Lezay era una divisione amministrativa dell'arrondissement di Niort.
A seguito della riforma approvata con decreto del 18 febbraio 2014, che ha avuto attuazione dopo le elezioni dipartimentali del 2015, è stato soppresso.

## Composizione
Comprendeva i comuni di:
- Chenay
- Chey
- Lezay
- Messé
- Rom
- Saint-Coutant
- Sainte-Soline
- Sepvret
- Vançais
- Vanzay